# La màscara de la mort vermella
La màscara de la mort vermella (The Masque of the Red Death en anglès) és un conte d'Edgar Allan Poe publicat per primera volta al 1842 en Graham's Magazine. La història segueix algunes tradicions de la narrativa gòtica i es considera sovint una al·legoria sobre la mort inevitable, tot i que algunes crítiques adverteixen de no guiar-se per una lectura al·legòrica.

## Resum

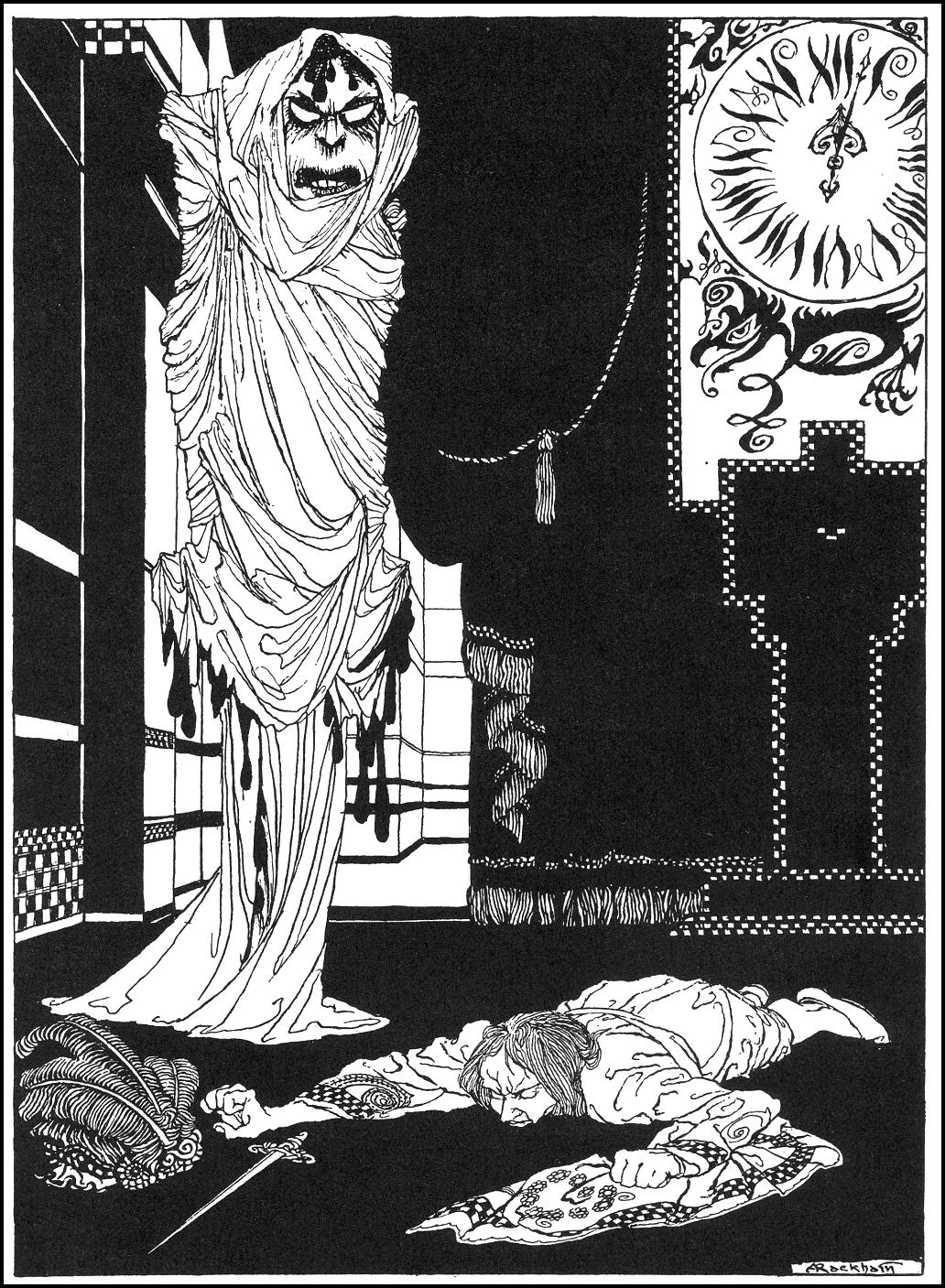
Il·lustració del príncep Pròsper enfrontant-se a la Mort Vermella, per Arthur Rackham, 1935

La història ocorre a l'abadia de l'"intrèpid, feliç i sagaç" príncep Pròsper. Aquest i altres mil nobles s'han refugiat a l'abadia per escapar de la mort vermella, una terrible plaga amb símptomes espantosos que s'ha estès sobre la terra. Les víctimes, amb "dolors aguts", "mareig sobtat", i hematidrosi, moren en menys de mitja hora. Pròsper i la seua cort són indiferents als sofriments de la població en general; tenen la intenció d'esperar la fi de la plaga en el luxe i la seguretat rere les parets del seu recer, després d'haver soldat les portes.
Una nit, després de sis mesos d'aïllament, Pròsper fa un ball de màscares per entretenir els convidats, en set habitacions de colors de l'abadia. Cadascuna de les primeres sis habitacions està decorada i il·luminada per uns brasers col·locats just davant de les finestres, que li donen un color concret: blau, porpra, verd, taronja, blanc i violeta. L'última sala està decorada en negre i està il·luminada per una llum escarlata, "un color obscur de sang". Molt pocs hostes són prou valents com per aventurar-se a la setena estança. La mateixa habitació és la ubicació d'un gran rellotge de banús que ressona cada hora: tots deixen de parlar o ballar i l'orquestra deixa de tocar. Quan el rellotge deixa de repicar, es reprèn de seguit la mascarada.
En el repic de la mitjanit, els tabolaires i Pròsper perceben, entre el públic, una figura amb un vestit fosc, esquitxat de sang, que sembla una mortalla. La màscara de la figura pareix la cara rígida d'un cadàver i mostra els trets de la mort vermella. Molt enfurit, Pròsper demana que immediatament se'l desemmascara per saber qui és el misteriós hoste. Els convidats, massa aterrits per acostar-se a la figura, la deixen passar per les sis habitacions. El príncep la persegueix amb una daga mentre el misteriós hoste travessa els salons sense que ningú que li talla el pas, fins a arribar a la setena habitació. Quan la figura es torna cap a ell, el príncep fa un crit agut i cau mort. Els festers enfurismats i terroritzats convergeixen a la cambra negra i intenten tots junts retirar per força la màscara i el vestit, només per descobrir amb horror que no hi ha res a sota. Només llavors s'adonen que la figura és la mateixa Mort Roja, i tots els hostes contreuen la malaltia i moren.
Quan tots han mort, el rellotge deixa de sonar i els trípodes amb els brasers s'apaguen. El darrer paràgraf del conte ho resumeix així: "I les tenebres, la corrupció i la Mort Vermella ho van dominar tot".